# Будятичі
Будя́тичі — село в Україні, у Поромівській громаді Володимирського району Волинської області. Населення становить 636 осіб.

## Назва
- Від назви «Budjadingerland» у східнофризькій Рюстрінгії[1]
- Будятичі — поселення родини чи підданих Будяти / Будимира[2]. В Іваничівському р-ні відмічається значна густота ойконімів на -ичі — із п'ятдесяти шести назв п'ятнадцять мають таку структуру[3].

## Географія
Будятичі розташовуються у межиріччі Західного Бугу та його правої притоки Луги, 22 км на південний захід від Володимира, на південно-східній околиці міста Нововолинська, що виникло 1951 р. на частині земель сіл Низкиничів, Дорогиничів, Будятичів і Русовичів.
У селі є цілюще джерело. На південь в полі джерело «Криниця», з якої бере початок потік, що пропливає між Лішнею і Осмиловичами і у с. Кречові впадає до Західного Бугу. Права притока Бугу має назву Студянка (в минулому — Гнида). Вона є водорозділом між Будятичами і присілком Русовичами. Студянка була повноводною річкою. Ширина її сягала 4-6 метрів, глибина 1,5 — 2,5 м. Місцями була обсаджена вербами. На сьогодні на місці річки Студянки лишилися місцями болотяні рівчаки або болотяні зарослі.

### Урочища, топоніми
В Будятичах в селі і на полях були такі урочища: На вигоні, За дубиною, До Низкинич, За садом, За валом, Долинки, Вакант, Під-став'є і Луг. В ур. Млинець був колись водяний млин. Була там, як переказують, корчма в ур. На вигоні. Під 1572 р. згадується місце громадських (судових) зборів: «обчее местцо… у церкви святого Миколы».

## Історія

### Археологія
Знайдено римський денарій Гордіана III.
Під час земляних робіт виявлено кості мамонта і зуби носорога.
Під час розвідок О. Є. Златогорського на території с. Будятичі 2013 р. було виявлено поселення празько-корчацької культури початку VI ст. та давньоруського періоду IX—X ст. Пам'ятка знаходиться за 2 км на північний захід від села, на не високому напівовальному мисі лівого берега р. Студянки, висотою до 3 м над рівнем заплави, на площі до 2га. У розвідковій траншеї розмірами 2,0×4,0 м об'єктів виявлено не було. У культурному шарі виявлено фрагменти керамічних виробів празько-корчацької культури. Ця кераміка відповідає варіанту 2 посудин виду І празько-корчацької культури за класифікацією І. П. Русанової. У 2005 р. подібний посуд виявлений експедицією Д. Н. Козака на березі Хрінницького водосховища Рівненської області. Тоді дослідником вона була продатована першою половиною VI ст., а поселення визначено як перше і єдине на Волині поселення празько-корчацької культури ранніх слов'ян того часу. Кружальна кераміка представлена 2 вінчиками, 1 стінкою та 1 денцем. Датуються вони IX—X ст. і відомі на багатьох пам'ятках Правобережної України.

### Литовсько-польський період
- Найдавніша відома документальна згадка про село походить з 31 грудня 1450 року. Тоді князь Свидригайло за вірну службу надав Миткові, племіннику луцького старости Немирі Резановича гербу Яструбець, села Липую в Перемильському повіті та у Володимирському повіті «на Погорьи» — Будятичі, Тишковичі, Дубровицю, Лішную і Стяги[10]
- 3 січня 1452 р. — Казимир Ягайлович поновив надання Мишкові (Миткові), племінникові Немирі, Будятич, Тишкович, Дубровиці та Лішні у Володимирському повіті[11].
- 11 вересня 1471 р. — Волинський зем'янин Юшко Камка дає своєму сестринцеві Стецькові Шишкиничу с. Будятичі, забезпечуючи його при одруженні з Матрушкою, донькою волинської зем'янки Марії Вохнової[12].
- 1545 р. — Солтан, Богдан та Іван з Будятич зобов'язувалися утримувати одну городню володимирського замку[13].
- 1568 р. — Згадка в тестаменті Оникія Богданович Бутетицького про опіку над жінкою Ганною та дітьми Оленою і Магдаленою[14].
- 1578 р. — Ян Уменський скаржиться на земського писаря Федора Солтана з Будятич про несплату грошей[15].
- 1579 р. — Привінковий запис Оникія Богдановича Ставецького з Бутетич його жінці Ганні[16].
- 1648 р. — належали Малюшинській.
- Наприкінці XVII століття стали власністю князів Чорторийських.
- 1724 р. — село продали Чацькому, а пізніше село належало Пашкевичам.

### 19— початок 20 століття
- В XIX ст. Будятичі належали Емілії Дверницькій.
- Останнім власником маєтку був Василь Бобко, а решту 370 десятин землі було розпарцельовано.

Наприкінці XIX століття було в селі 42 двори, у яких мешкало 318 жителів.
У 1906 році село Грибовицької волості Володимир-Волинського повіту Волинської губернії. Відстань від повітового міста 20 верст, від волості 5. Дворів 45, мешканців 365.

### Період Незалежності
До 4 серпня 2017 року село підпорядковувалось Старолішнянській сільській раді Іваничівського району Волинської області.
12 червня 2020 року, відповідно до розпорядження Кабінету Міністрів України № 708-р «Про визначення адміністративних центрів та затвердження територій територіальних громад Волинської області», увійшло до складу Поромівської сільської територіальної громади.
19 липня 2020 року, в результаті адміністративно-територіальної реформи та ліквідації  Іваничівського району, село увійшло до новоутвореного Володимир-Волинського району (від 18 липня 2022 Володимирського).

## Населення
Згідно з переписом УРСР 1989 року чисельність наявного населення села становила 678 осіб, з яких 320 чоловіків та 358 жінок.
За переписом населення України 2001 року в селі мешкало 635 осіб.

### Мова
Розподіл населення за рідною мовою за даними перепису 2001 року:
| Мова       | Відсоток |
| ---------- | -------- |
| українська | 98,11 %  |
| російська  | 1,73 %   |
| білоруська | 0,16 %   |

## Релігія
- - Православна церква України ПЦУ Церква Святого Миколая

## Відомі люди
За дослідженнями Юрія Диби, в с. Будятичах народився хреститель Русі, князь Володимир Святославович.
У «Повісті минулих літ» (поч. XII ст.) місце народження Володимира не згадується. Натомість у пізніх джерелах XVI ст. — Никонівському і Устюжському літописах, говориться про те, що Володимир Святославович народився в Будутиній вєсі, куди княгиня Ольга відіслала його матір Малушу. Це село (весь) належало Ользі (чи Малуші) та після її смерті було передано невідомій церкві Богородиці.
«Володимиръ бо бе отъ Малки, ключници Олжины; Малка же бе сестра Добрыне, — и бе Добрыня дядя Володимиру; и бе рожение Володимеру въ Будутине веси, тамо бо въ гневе отслала ея Олга, село бо бяше ея тамо, и умираючи даде его святей Богородици» (Никонівський літопис).
За В. Татіщєвим село, де народився князь, мало назву Будятине: «Родился же Владимир в Будятине селе». З середини XIX ст. у російській історичній літературі Будятине / Будутине ототожнюється з с. Будник (тепер урочище Буденик) під Псковом. Назва підпсковського Будника виводиться від назви сарафану, що носився по буднях. Краєзнавча традиція ототожнення Будника з літописним Будятиним не має жодної джерельної бази, проте активно популяризується та плекається в Росії на церковному та державному рівні. Не виключено, що місцеві псковські легенди про Володимира були привнесені на Псковщину з України, оскільки згадана місцевість належала графу Розумовському. Назва Будник найімовірніше означує колишнє місце промислу — комплекс споруд, призначений для виробництва поташу, дьогтю та деревного вугілля.
Село Будятичі разом з сусідніми Низкиничами та Дорогиничами, є тепер приміськими селами Нововолинська й розташовуються у межиріччі Бугу та Луги недалеко від стольного Володимира, а відстань до Києва сягає 495 кіломатрів і довезти вагітну Малушу на той час кіньми було не реально.
Про волинську локалізацію батьківщини хрестителя Русі свідчить низка аргументів, зокрема:
- Назва волинських Будятич є мовно найближчою до літописного с. Будятиного чи Будятиної весі, оскільки вона відповідає літописній формі трактування місцевості, як поселення родини чи підданих Будяти / Будимира. Російський Будник має цілком відмінну етимологію.
- Топоніми, що закінчуються на -ичі, вважаються мовознавцями найархаїчнішими[30]
- Назва сусіднього села Низкиничі кореспондується з іменем Низкиня. У «Анналах» Яна Длугоша Низкинею названо древлянського князя Мала «dux Drewlyanorum Niszkina» (від малий-низький)[31]. Матір Володимира Святого звали Малушею, а її батька Малком, що відповідає Низкині. Низкиничі отримали свою назву від Малуші, засланої у цю місцину, чи її батька.
- Сусідні Низкиничі належали волинській шляхетській родині Киселів, які виводили свій рід від київського воєводи Святольда (Свенельда), на що звернув увагу М. Грушевський[32]. Свенельд очолював ініційований Ольгою каральний похід проти деревлян та був сучасником подій, повʼязаних з висланням Малуші.
- Згадка про церкву Богородиці, якій було передано літописне Будятино, кореспондується з документами XV ст., за якими Будятичі з околицею повʼязувалися із Зимненським Святогорським монастирем Успіння Пресвятої Богородиці.
- В межиріччі Бугу та Луги знаходяться кілька населених пунктів, що мають назву Русів. Присілком Будятич є Русовичі. Ці топоніми походять від варяго-руських поселенців, спроваджених київською адміністрацією на підконтрольну територію.
- З іменем Володимира легенди повʼязують появу низки памʼяток та населених пунктів Волині[33].
- До надання назви стольному Володимиру (22 км до с. Будятич) на честь хрестителя Русі міг спонукати саме факт його народження на Волині.
- Основні складові сюжетної лінії Будятичівської легенди, повʼязаної зі святим джерелом, буквально збігаються з літописною Корсунською легендою, у якій висвітлено події Володимирового хрещення. Ця обставина свідчить про те, що в Будятичах функціонували легенди про хрестителя Русі. Доказом давності цієї легендарної традиції, яка не зазнала впливів кабінетного зацікавлення літописами, є відсутність прямого вживання імені Володимира[34].
- Зиґмунд Герберштайн та Мацей Стрийковський вказують, що батька Малуші, матері Володимира Святославовича, звали «Kaluſcza», яке читалося як Калусча чи Калуща. Це ім'я є очевидно його родинним придомком, відображеним, як це відомо з пізніших прикладів, у володінні певною маєтністю, населеним пунктом. Таке поселення існує і граничить із землями Будятич. Це с. Калусів, прейменоване у 1946 р. на Гряди.
- У літописах батько Малуші відомий як Малко Любчанин, що співвідноситься волинським орієнтиром його походження. Батько Малуші міг бути пов'язаним з городищем Х–XI ст., що знаходиться біля села Любче Рожищенського р-ну. Цей населений пункт згаданий у підробленій дарчій грамоті Любарта Гедиміновича соборові святого Іоана Богослова в Луцьку, датованій 8 грудня 1322 р. Хоча грамоту вважають сфальшованою, дослідники сходяться у тому, що в її основу лягла оригінальна грамота Любарта луцькому соборові на села Рожище і Теремне, в описі меж яких і відзначено село Любче та Любецький міст на болоті річки Лютиці.
- Документальні відомості XV ст. про рід волинських земян з родинним придомком «Резанович», які володіли Будятичами, також є додатковим свідченням давньої належності цих земель родині Малуші та Добрині. Адже дядько Володимира Добриня, билинний герой Добриня Никитич (яке трактується як «Низкинич»), відомий ще й як «Резанович». Ім'я Добрині Резановича користувалося таким авторитетом, що в деяких літописах XV—XVI ст. його, разом з Олександром Поповичем, вважали учасником Липицької битви 1216 р. та навіть героєм, який загинув на Калці в 1223 р. Свідчення про богатиря Добриню Резановича фігурують також у «Сказании о киевских богатырях, како ходили во Царьград…».
- Доказом того, що Будятичі з околицями є родинними маєтностями Малковичів є повідомлення Києво-Печерського Патерика про мандрівку Варлаама Печерського (нащадка Малка Любчанина у шостому коліні) до Єрусалима. Повертаючись через Константинополь до Києва він відхилився далеко на захід, аби відвідати родинні землі на Волині («землю свою»), де й помер у сусідньому з Будятичами Зимненському Святогірському монастирі[35].

- Дверницький Омелян Миколайович (*1838 — +1906)

Власник маєтку у Будятичах. На той час село стало осередком з вивчення Волині. Археолог, голова братства св. Володимира у Володимирі-Волинському, перший голова Ради братства і хранитель давньосховища О. Дверницький підготував «Краткую опись» пам'яток давньосховища. Є автором публікацій з історії та археології Волині:
- Дверницкий Е. Н. Краткая опись предметов, находящихся в Древлехранилище православного Свято-Владимирского братства в г. Владимире-Волынском.- Киев, 1892
- Дверницкий Е. Н. Археологические исследования в г. Владимире Волынском и его окрестностях.- Киевская старина, 1887.- № 1.- с.36-50.
- Дверницкий Е. Н. Памятники древнего православия в г. Владимире-Волынском.- Киев, 1889.- 65с.[37]

- Бобко Євген Васильович (*12 травня 1890 р. — +1959 р.)

Син останнього власника маєтку в Будятичах. Видатний вчений-селекціонер. Закінчив чоловічу гімназію в м. Острозі. У 1907 р. став студентом природничого факультету Київського університету імені св. Володимира, який закінчує у 1912 році за спеціальністю «хімія». Того ж року Євген залишається на кафедрі приватного землеробства і займається науково — дослідницькою роботою під керівництвом професора Прянішникова. З 1918 по 1924 р. працює на цій же кафедрі. У 1924 р. Бобка призначають професором кафедри агрономічної хімії у Харкові. У 1925—1929 роках Євген Васильович — співробітник Сибірського сільськогосподарського інституту в Омську. З 1929 року працює завідувачем агрономічного відділу Центрального науково-дослідного інституту цукрової промисловості. З 1935 р. Бобко працював у Всесоюзному інституті добрив. Редагував наукові журнали Академії наук. Винайшов метод лікування цукрових буряків від хвороби, яка називається гниль сердечка, використовуючи фосфати. Досліджував вплив мікроелементів на ґрунти при вирощуванні рослин. Написав 150 наукових праць, виховав багатьох кандидатів наук. Помер у 1959 р. Похований у Москві. Одна з вулиць у Володимирі -Волинському названа на його честь.

## Пам'ятки
Церква св. Миколая Чудотворця
- Найдавніший будятицький храм збудовано перед 25 березня 1564 року.
- 1668 р. — споруджено нову церкву в Будятичах.
- За часів Емілії Дверницької в селі збудовано церкву на місці попередньої.
- У 1945 р. із церкви села Будятичі, яка була зруйнована під час війни, до Грибовицької церкви були передані ікони.
- За повідомленням М. Теодоровича зображення будятицької церкви зберігалося в братському давньосховищі.

Церковні книги, що згодом зберігалися в бібліотеці Володимирського братства.
- Рукописне Євангеліє. Писане півуставом XVI ст. На одному з листів — напис І пол. XIX ст.: «Сію книгу надобно подереть, ибо она уніатска, а теперь надобно россійскихъ».
- Друковане т. зв. Середньошрифтне Євангеліє 1550-х років. У книзі є вкладний запис 25 березня 1564 року. Архимандрит Леонід атрибутував як вільнюське видання[40]. Найдетальніший опис пам'ятки (№ 750454. Зберігається у Харківській державній науковій бібліотеці ім. В. Короленка) зроблено в 1987 році: На л.2 запис (XVIII ст.?) польською мовою: «Ta Ewanyelia jest Cerkwi Butiatyckiey»; На л.3 скоропись: «Лета ҂ЗОВ-го [7072=1564] м[еся]ца марта КЕ [25] д[е]нь на Благовещение прес[вя]т[ыя] нашея владычицы богородицы и…[часть нижнего поля обрезана] д[е]вы Мареи положил сию к[нигу] еваногилья у Николы…»; На пустом л.184, в его центральной части — латинская запись «….1789…».[41]
- Анфологіон львівського видання 1638 р. Згідно з покрайніми записами у 1640 р. пожертвувана в Ожиговецьку церкву; у 1653 р. продана в м. Локачі; у 1661 р. куплена для будятицького храму.
- Пом'яник XVIII століття.
- Ірмолой львівського видання 1700 р., пожертвуваний у будятицьку церкву у 1701 році.

У книзі Володимирського гродського суду за 1624 р. у тестаменті Гельяша Малищинського, який з 1616 по 1621 рр. займав уряд володимирського гродського писаря, окрім розпорядження тестатора про поховання його тіла в будятицькій церкві Св. Миколая є вказівка про дарування храму всіх його книг руських, тобто книг рукописних і, можливо, друкованих кириличними буквами староукраїнською мовою.
Двір у Будятичах
Докладний реєстр маєтності двору у с. Будятичах є у свідченнях возного Волинського воєводства Василя Тучапського, виявлених у документах книги Володимирського гродського суду від 3 серпня 1605 р.: «Напєрєд двор Бутятицкии: изба, свєтлица, синъ, комната малая, свєтлица, синъ, пєкарня, комора, зовнєи под однымъ дахом, добрє побитая, з добрыми пєчми, з лавы, з оболонями и с коминами муроваными; другии дом: подъ нимъ коморъ двє, навєръху свєтлица и комната, а пєрєдъ свєтълицєю малая изба с лавами, с оболонами и пєчъ добърая подъ одъным дахомъ, добърє побитыи; на дворє пивница, надъ пивъницєю комора добърє побита; тамъ жє на дворє коморъка для схованя рєчєи. Дворъ увєсь добърє огорожоныи, садъ добърє огорожоныи, алє жадъного jовоцу нємашъ; огороды добрє огорожоные, гумъно добрє jгорожоныое, а в гумнє стодола албо шопа добрая; хлєвов три нєдобрє покрытых».
Будятицьке Святе джерело та каплиця
За місцевими переказами, у 1637 р. на панському полі, на тому місці, звідки пульсувала вода, несподівано з'явився іконописний образ Божої Матері (дата події почерпнута з підпису на іконі). Але коли люди наближалися до джерела, ікона не давалася у руки, зникаючи у воді. Після багатьох спроб цю нерукотворну святиню дістали двоє діток-сиріт з села Кречова і передали в будятичівську церкву Чудотворця Миколая. Тому цю ікону називають будятичівською. А оскільки сталося це у п'ятницю, на десятому тижні після Великодня, то саме цього дня упродовж століть до побудованої на цьому місці каплиці йдуть люди, щоб поклонитися образу Божої Матері, яку приносять з церкви, попросити в неї заступництва.
Слава про образ Богородиці та цілющу воду швидко поширилася краєм, і чимало людей пішло до джерела. Через те, що вони протоптували стежку полем, за панським наказом криничку засипали. Однак незадовго вода пробилася в іншому місці. А пан осліп. Його охопив великий розпач. А якось уві сні йому з'явилася Богородиця і сказала: «Відкрий святе джерело і вмий очі». Він так зробив і тоді зір повернувся. Після цього він став глибоко віруючою людиною, відновив криничку і звів біля неї каплицю.
В роки гонінь на Церкву капличку неодноразово руйнували, джерело засипали, замуровували бетоном, але вода завжди пробивала нову течію. В 1989 році над цілющим джерелом збудовано нову каплицю.
Чудотворний образ «Будятицької» Божої Матері
Тепер, як і в колишні часи, кожний рік, у десяту п'ятницю після Великодня, чудотворний образ «Будятицької» Божої Матері виносять на поклоніння людям. У 2007 р. виповнилося 370 років з дня явлення чудотворного образу. Урочисту Божественну літургію у Миколаївському храмі села Будятичі очолив єпископ Володимир-Волинський і Ковельський Никодим. Вшанувати пам'ять чудотворної ікони прибули численні прочани, духовенство та представники влади. Після Літургії віруючі вирушили хресною ходою до святого джерела — прочани на чолі зі своїм архіпастирем пройшли понад 5 кілометрів до місця явлення образу Богоматері. На святому джерелі було звершено водосвятний молебень, після якого владика Никодим привітав парафіян та паломників зі святом.
Чудотворному образу присвячені тропар, кондак і величання, написані протоієреєм Іваном Сабівчаком Отець Іван Сабівчак зібрав чимало фактів про цю незвичайну місцину, про зцілення водою і молитвою хворих, які лягли в основу його книжечки «Чудотворна ікона та цілюще джерело Будятичівські».

## Інтернет-посилання
- Диба Юрій. ІСТОРИЧНО-ГЕОГРАФІЧНИЙ КОНТЕКСТ ЛІТОПИСНОГО ПОВІДОМЛЕННЯ ПРО НАРОДЖЕННЯ КНЯЗЯ ВОЛОДИМИРА СВЯТОСЛАВОВИЧА: локалізація БУДЯТИНОГО села [Архівовано 14 липня 2020 у Wayback Machine.]
- Історична правда з Вахтанком Кіпіані: Де народився Володимир Великий? [Архівовано 19 червня 2015 у Wayback Machine.]
- Кралюк П. Коріння Хрестителя Русі. Володимир Святий — родом із Волині? [Архівовано 29 серпня 2012 у Wayback Machine.]
- Кралюк П. Війни у Вікіпедії, або чи пошанує Україна Володимира Святого? [Архівовано 4 березня 2016 у Wayback Machine.]
- Будятичі на історичних картах
- Будятичі. Супутникове фото в Google maps [Архівовано 21 жовтня 2012 у Wayback Machine.]
- Будятичі. Інтерактивна карта [Архівовано 11 квітня 2016 у Wayback Machine.]
- Київ-Рівне-Будятичі. Маршрут на карті [Архівовано 6 березня 2016 у Wayback Machine.]
- Львів-Будятичі. Маршрут на карті [Архівовано 6 березня 2016 у Wayback Machine.]
- Хмельницький-Тернопіль-Будятичі. Маршрут на карті [Архівовано 6 березня 2016 у Wayback Machine.]
- Москва-Мінск-Будятичі. Маршрут на карті
- Варшава-Будятичі. маршрут на карті
- Будятичі на сайті Верховної ради України[недоступне посилання з лютого 2019]
- Погода в селі Будятичі [Архівовано 7 серпня 2020 у Wayback Machine.]
- Володимир-Волинський історичний музей [Архівовано 21 січня 2021 у Wayback Machine.]
- Нововолинський історичний музей [Архівовано 1 квітня 2018 у Wayback Machine.]
- Статистика відвідуваності сторінки «Будятичі»
- Budiatycze // Słownik geograficzny Królestwa Polskiego. — Warszawa : Druk «Wieku», 1900. — Т. XV, cz. 1. — S. 259. (пол.) — S. 259. (пол.)